# Windmotor Mirns
De Windmotor Mirns is een poldermolen bij het Friese dorp Mirns, dat in de Nederlandse gemeente De Friese Meren ligt.

## Beschrijving
De molen is een kleine en niet-maalvaardige Amerikaanse windmotor met twaalf bladen, die in 1920 werd gebouwd. Hij staat enkele honderden meters ten zuidwesten van het dorp aan de kust van het IJsselmeer, nabij een vogelkijkhut van Staatsbosbeheer in het natuurgebied De Mokkebank en is niet voor publiek geopend, al kan hij wel tot op enkele meters worden benaderd. De windmotor is door Wetterskip Fryslân overgedragen aan de Stichting Waterschapserfgoed. 